# Scalpellum
Scalpellum is een geslacht van rankpootkreeften uit de familie Scalpellidae.

## Soorten
- Scalpellum angustum G.O. Sars, 1879
- Scalpellum frillosum
- Scalpellum gibbum Pilsbry, 1907
- Scalpellum kempi Annandale, 1911
- Scalpellum korotkevitshae Zevina, 1968
- Scalpellum minutum
- Scalpellum novaezelandiae
- Scalpellum nymphonis (Borradaile, 1916)
- Scalpellum praeceps
- Scalpellum scalpellum (Linnaeus, 1767)
- Scalpellum stearnsii Pilsbry, 1890
- Scalpellum typicum Broch, 1947
- Scalpellum virgatum